# Revival of Evangelion
Reavivamiento de Evangelion (新世紀エヴァンゲリオン劇場版 Shin seiki Evangerion Gekijō-ban: Revival of Evangelion?,  Reavivamiento de Evangelion), lanzada el 8 de marzo de 1998, es la unificación de Death (True)² y The End of Evangelion. No es una tercera película de Evangelion ni debe ser considerada como tal. Estrenada únicamente en Japón en marzo de 1998 en edición en video. Escrita y dirigida por Hideaki Anno, es considerada como el final que Gainax quería para Evangelion y que por diferentes razones no pudieron conseguir.
Revival es en realidad una recopilación de las dos primeras películas de la serie, Evangelion: Death and Rebirth y The End of Evangelion. Sin embargo, la diferencia radica en el hecho de que Revival contiene una versión remasterizada de Death —conocida como Death (True)²— y la une directamente con The End of Evangelion.
Para hacer más entendible ésta explicación, quedan desglosadas las dos películas con la finalidad  de presentar de manera simplificada el contenido de Revival.
Evangelion: Death and Rebirth se compone de dos partes: Death —que es una especie de sumario de los primeros 24 episodios— y Rebirth, que como muchos sabrán es en realidad la parte inicial de The End of Evangelion.
The End of Evangelion también se compone de dos partes: el episodio 25' (“Air”), que corresponde a una parte de Rebirth, y el episodio 26' (“Magakoro wo, Kimi ni”).
Por lo tanto, Revival integra las dos películas pero evitando la innecesaria repetición de Rebirth; conformándose así por Death (True)², “Air” y “Magakoro wo, Kimi ni”. Vale la pena aclarar que Rebirth y “Air” no son iguales, ya que “Air” está completo.
- Datos: Q2720295